# Агуас-ди-Сан-Педру
Агуас-де-Сан-Педру (порт. Águas de São Pedro) — муниципалитет в Бразилии, входит в штат Сан-Паулу. Составная часть мезорегиона Пирасикаба. Входит в экономико-статистический микрорегион Пирасикаба. Население составляет 2707 человек на 2010 год. Занимает площадь 3,612 км². Плотность населения — 749,45 чел./км².

## История
Город основан 25 июля 1940 года.

## Статистика
- Валовой внутренний продукт на 2013 составляет 97.021.000,00 реалов (данные: Бразильский институт географии и статистики).
- Валовой внутренний продукт на душу населения на 2013 составляет 32.297,32 реалов (данные: Бразильский институт географии и статистики).
- Индекс развития человеческого потенциала на 2010 составляет 0,854 (данные: Программа развития ООН).

## География

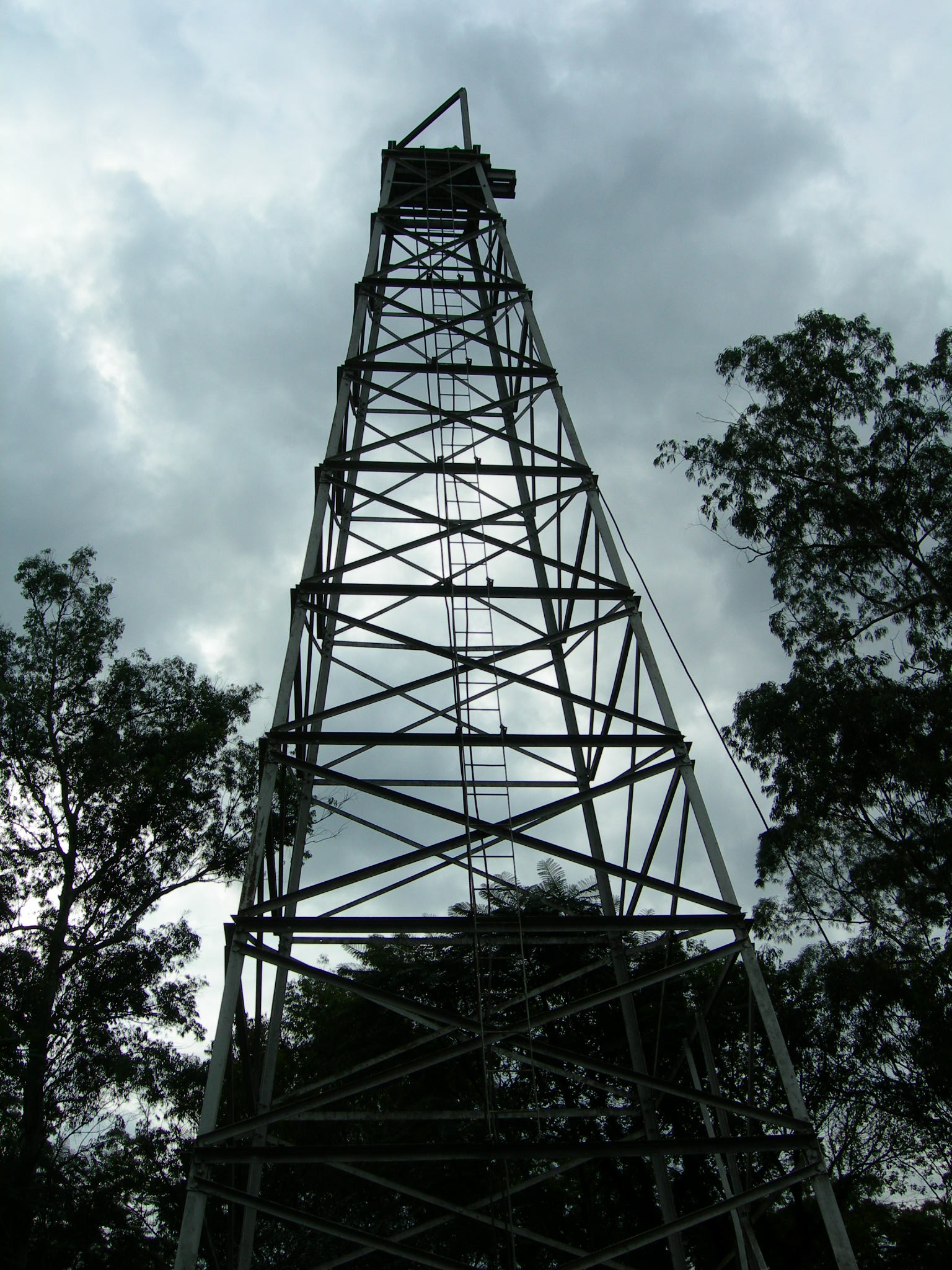

Климат местности: субтропический. В соответствии с классификацией Кёппена, климат относится к категории Cfb.